# Kumanovo (miasto Pirot)
Kumanovo (cyr. Куманово) – wieś w Serbii, w okręgu pirockim, w mieście Pirot. W 2011 roku liczyła 8 mieszkańców.